# Ordine del Cordone Giallo

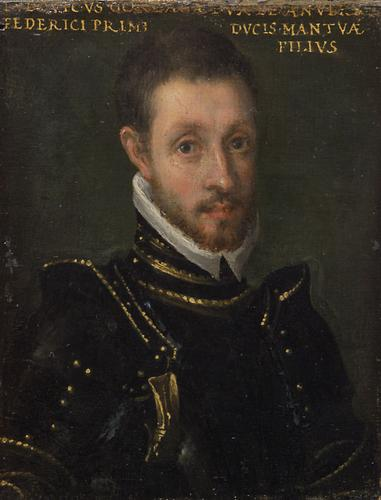
Ludovico Gonzaga-Nevers, fondatore dell'Ordine.

L'Ordine del Cordone Giallo (o Ordine del Merito della Devozione) fu un ordine del Ducato di Mantova.

## Storia
Così chiamato dal colore del suo nastro, fu il più antico ordine cavalleresco della famiglia Gonzaga. Istituito nel 1580 da Ludovico Gonzaga-Nevers, duca di Nevers e di Rethel in occasione della nascita del primogenito Carlo I, venne dallo stesso riconfermato nel 1599 in occasione del matrimonio con Caterina di Lorena, dotandolo di nuovi statuti.
L'Ordine si estinse probabilmente nel 1606 per disposizione del re di Francia Enrico IV, anche se alcuni storici considerano una data di estinzione più tarda, visto che nel novembre 1649 Carlo II di Gonzaga-Nevers, in occasione delle nozze con Isabella Clara d'Austria, riunì l'Ordine del Cordone Giallo all'Ordine del Redentore.
Il principe Alessandro I Gonzaga, che vantava diritti di successione sul Ducato di Mantova, sul Ducato di Guastalla e sul principato di Castiglione, con decreto del 10 maggio 1844 rimise in vigore l'Ordine estinto sotto il nome di “Ordine di Alessandro e del Merito”, autoproclamandosi Gran Maestro. Durò per un breve periodo di tempo, in quanto Alessandro morì probabilmente nel 1850.

## Gradi
L'Ordine aveva l'unica classe di Cavaliere.